# La lista dei desideri
La lista dei desideri è un libro fantasy per ragazzi scritto da Eoin Colfer nel 2003.

## Trama
Il libro narra delle avventure di Meg Finn, una ragazza maltrattata dal patrigno e divenuta praticamente un'estranea in casa propria dopo la morte della madre. La ragazzina diventa una combinaguai di prima categoria, cercando di distruggere la vita al padre. Un giorno chiede un favore a un suo amico, Rutto; questi gli chiede poi di ricambiare il favore. Meg deve aiutare il ragazzo nello svaligiare l'appartamento di Lowrie McCall, un vecchio scorbutico e quasi sordo. Il vecchio però interviene, ma il cane di Rutto gli azzanna una gamba fino quasi ad ucciderlo. Meg scappa per chiamare un'ambulanza ma il suo compagno la insegue: non vuole che la ragazza spifferi del suo furto. Sfortunatamente, Meg si dirige verso una vecchia cisterna piena di materiale esplosivo; Rutto spara e i due ragazzi rimangono uccisi.
L'anima di Meg, però, rimane bloccata tra l'inferno e il paradiso; per guadagnarsi il paradiso, deve compiere delle buone azioni, decide quindi di esaudire i quattro più grandi desideri di Lowrie McCall. Ma Lucifero vuole la sua anima nell'inferno, e quindi "sguinzaglia" dietro Meg il suo amico Rutto, che nell'esplosione si è parzialmente fuso col suo cane, trasformandosi quasi in un mostro. Comincia quindi l'avventura di Meg, da un capo all'altro dell'Irlanda, assieme a Lowrie McCall, cercando di esaudire gli strampalati desideri di quest'ultimo prima che lui muoia di vecchiaia e che lei esaurisca la sua energia vitale, che le permette di restare ancora per qualche tempo sulla terra...

## Edizioni
- Eoin Colfer, La lista dei desideri, traduzione di Angela Ragusa, Arnoldo Mondadori Editore, 2003,  p. 210, ISBN 88-04-51679-8.